# 와카마쓰 다이키
와카마쓰 다이키(일본어: 若松 大樹, 1976년 8월 2일 ~ )는 일본의 전 축구 선수이다.

## 구단 경력
과거 코스모 석유 욧카이치, 몬테디오 야마가타, 시미즈 에스펄스, 오이타 트리니타, 오미야 아르디자에서 활동하였다.